# Als ik zing
Als ik zing is een album van Vlaams kleinkunstenaar en zanger Willem Vermandere uit 1984. Het was zijn zevende langspeelplaat, voorafgegaan door Lat mie maar lopen en gevolgd door Ik wil maar zeggen. Net als op al zijn andere albums bezingt Willem hier vooral het dagelijkse leven van de mensen rond hem heen, typerend voor kleinkunst.

## Nummers
Kant 1
1. Als ik zing
2. Reintje
3. Krullebolle
4. De Schepping
5. De Veugels
6. De Zes Jagers
7. Morgenuchtend gaan we Trouwen

Kant 2
1. Ballade der Antiquiteiten
2. Arme Jezus
3. De Grote Bekering
4. Mijn Land
5. Laat ons nu gaan Slapen
6. Voila c'est ça

## Muzikale bezetting
- Willem Vermandere: zang & basclarinet
- Guido Desimpelaere: gitaar
- Freddy Desmedt: klarinet, sax & fluit
- Freddy Possenier: bas
- Richard Vanderstaey: accordeon & viool
- Pol Depoorter: mandoline & gitaar
- Lieven Vandewalle: cello
- Lutje Seys, Mia Goudsmet, Edith Vancraeynest, Hilde Coorevits, Trui Mestdag: koor